# Parigi, tutto in una notte
Parigi, tutto in una notte (La Fracture) è un film del 2021 diretto da Catherine Corsini.
È stato presentato in concorso al 74º Festival di Cannes.

## Trama
Raf, una borghese che si sta separando dalla sua compagna dopo dieci anni insieme, finisce al pronto soccorso in seguito ad una frattura del gomito avvenuta durante un banale incidente. Accanto a lei viene ricoverato Yann, un camionista ferito dalla polizia mentre partecipava alle proteste dei gilet gialli. Mentre un pronto soccorso già ampiamente sovraffollato viene preso d'assedio da manifestanti e polizia, gli animi dei due - parti opposte della società francese - si fanno incandescenti.

## Distribuzione
Il film è stato presentato in anteprima il 9 luglio 2021 in concorso alla 74ª edizione del Festival di Cannes.
In Francia è stato distribuito nelle sale cinematografiche il 27 ottobre 2021, mentre in Italia è stato distribuito a marzo del 2022.

## Riconoscimenti
- 2021 - Festival di Cannes
  - Queer Palm
  - Menzione speciale al premio AFCAE
  - In concorso per la Palma d'oro
- 2022 - Premio César
  - Migliore attrice non protagonista a Aissatou Diallo Sagna